# Восточно-Забайкальский областной народно-революционный комитет
Восточно-Забайкальский областной народно-революционный комитет (сокращённо — Восточно-Забайкальский облнарревком, также — Народно-революционный комитет Восточного Забайкалья, Нерчинский нарревком, Нерчинское правительство) — местный орган власти на территории Восточного Забайкалья, созданный «для объединения вокруг правительства Дальневосточной республики» в результате освобождения территории Забайкальской белой государственности от белогвардейских войск народно-революционной армией Дальневосточной республики и партизанскими отрядами. Был образован 15 сентября 1920 года в городе Нерчинске на Восточно-Забайкальском съезде трудящихся, состоявшемся после эвакуации японских вооружённых сил из региона, по инициативе Амурского областного комитета РКП(б). Председателем областного народно-революционного комитета был избран Борис Глебович Жданов. Под руководством Нерчинского нарревкома осуществлялось установление власти Дальневосточной республики в регионе и ликвидация старых органов власти — земств и городских самоуправлений. 28 октября 1920 года, после освобождения Читы от белогвардейцев, представители нарревкома и Временного Восточно-Забайкальского Народного собрания вступили в переговоры, на которых было принято решение об их слиянии в рамках Восточно-Забайкальского органа власти, который прекратил своё существование 3 ноября 1920 года в результате Читинской объединительной конференции.

## Предыстория
В конце 1919 — начале 1920 годов Красная армия продолжала участие в гражданской войне, а силы иностранной интервенции планировали нанести комбинированный удар с запада — в виде войск Польши и Врангеля и востока — с помощью Японии. В связи с этим, ЦК РКП(б) искал пути решения данной проблемы, особое внимание обращая на Дальний Восток. Основной целью было предотвратить прямое столкновение между Советской Россией и Японией. В создавшихся условиях было принято решение приостановить наступление Красной армии и взять курс на создание буферной республики.
6 апреля 1920 года учредительный съезд трудящихся Забайкалья в Верхнеудинске провозгласил создание Дальневосточной республики (ДВР), в состав которой должны были войти Забайкальская, Амурская, Приморская, Камчатская и Сахалинская области бывшей Российской империи, и избрал из своего состава правительство. Первоначально Дальневосточная республика создавалась на территории Западного Забайкалья (Прибайкалье), поскольку Восточное Забайкалье в то время контролировалось атаманом Семёновым, в Амурской области была установлена советская власть, а власть в Приморской области принадлежала земской управе.
Власть на местах изначально осуществляли Советы, земства, думы, революционные комитеты, исполнительный комитеты, управы и другие органы власти. Для распространения государственной власти правительства Дальневосточной республики, а также унификации местного управления правительство приняло ряд нормативных актов: «Закон о выборах в местные сельские, волостные, городские и уездные органы управления ДВР», «Общие правила о производстве выборов в сельские, волостные, уездные и городские органы управления», «Положение о сельских, волостных, уездных и городских органах управления», по которым на местах создавались народно-революционные комитеты.
Народно-революционные комитеты изначально являлись органами управления, действовавшими между съездами собрания уполномоченных, но в газетах и архивных материалах не сохранилось известий о созыве очередных городских, уездных и волостных съездов уполномоченных, а также о сельских народных собраниях, что позволяет специалистам сделать вывод о том, что съезды и собрания не созывались. В условиях военного времени, когда велись боевые действия против белогвардейских войск атамана Семёнова, правительство приняло решение до разрешения военных проблем и принятия конституции Дальневосточной республики (ДВР) очередные съезды уполномоченных не созывать.
Тем временем на территории Восточного Забайкалья силами Народно-революционной армии Дальневосточной республики происходила ликвидация «читинской пробки». 10 июля 1920 года главнокомандующий НРА ДВР Генрих Христофорович Эйхе объединил Восточно-Забайкальский и Восточный фронты в единый Амурский для ведения боевых действий против белогвардейцев. В результате успешного наступления и эвакуации японских вооружённых сил с территории, 5 августа был освобождён Сретенск, 7 августа — Нерчинск, 9 августа — станция Зубарево, а на освобождённой территории создавались народно-революционные комитеты. Так, в августе 1920 года на городском собрании Нерчинска был избран Нерчинский районный народно-революционный комитет «для объединения вокруг правительства Дальневосточной республики».
Для восстановления и дальнейшей организации органов власти, Амурский областной комитет РКП(б) направил на освобождённые территории партийный комитет Восточного Забайкалья в составе Евгения Михайловича Матвеева, Бориса Глебовича Жданова и под руководством ответственного секретаря М. Н. Прохорова, которые начали подготовку к съезду трудящихся Восточного Забайкалья.

## История

Распространение власти Дальневосточной республики в конце сентября 1920 года:
— Дальневосточная республика, а также территория под контролем Нерчинского облнарревкома: Нерчинский, Нерчинско-Заводский, а также часть Читинского уезда (заштрихована)
— Забайкальская белая государственность
— Временное правительство Дальнего ВостокаСахалин — японская оккупация

15 сентября 1920 года, после эвакуации японских вооружённых сил с территории Забайкалья, был организован съезд в городе Нерчинске. На него прибыло 237 делегатов от рабочих, крестьян и казаков Нерчинского, Нерчинско-Заводского и Читинского уездов. Съезд избрал Восточно-Забайкальский областной народно-революционный комитет в составе 15 человек во главе с коммунистом Борисом Глебовичем Ждановым и президиум из трёх человек (Жданов, Андрей Иннокентьевич Блинников и В. Н. Малышев), заявил о подчинении Восточного Забайкалья «Верхнеудинскому правительству Дальневосточной республики» и принял решение о создании рабоче-крестьянских дружин самоохраны. Также съезд обратился к командованию Амурского фронта с просьбой ввести регулярные войска на освобождённую территорию.
Нерчинский народно-революционный комитет был оторван от центральных органов власти и зачастую действовал по собственному усмотрению, объявив себя высшей властью на территории Восточного Забайкалья. По мере продвижения Амурского фронта вглубь, 16 сентября 1920 года в приказе главнокомандующего Народно-революционной армии Дальневосточной республики (НРА ДВР) Генриха Христофорович Эйхе предлагалось «энергичным образом распространять власть Восточно-Забайкальского (Нерчинского) нарревкома вдоль железной дороги к ст. Карымская».
23 сентября 1920 года на первом заседании облнарревкома были сформированы отделы: административный, юстиции, продовольственный, финансовый, народного образования, земледелия, труда и социального обеспечения, здравоохранения, промышленности, транспорта. Отделы подчинялись как самому областному народно-революционному комитету, так и соответствующим министерствам Дальневосточной республики. Но на практике отделы не получали инструкций, в то время как с отделами Амурского народно-революционного комитета связь была наложена лучше. Так, например отдел труда принял к руководству «Временное положение о труде в Амурской области».
Нерчинский нарревком, образовавшийся в революционном порядке и исполняющий функции районного, с образованием Облнарревкома Восточного Забайкалья должен приступить к работе в качестве городского нарревкома, приняв немедленно все дела от управляющего городской управой. Земская уездая управа должна немедленно сдать свои дела в соответствующие дела облнарревкома
Со времени организации нарревкома никаких ранее существующих земских органов быть не должно, они должны быть ликвидированы
Для осуществления власти на местах согласно «Положению о сельских, волостных, уездных и городских органах управления» под руководством облнарревкома были сформированы сельские, волостные, уездные и городские народно-революционные комитеты, создание которых сопровождалось упразднением прежних местных органов власти — земств и городских самоуправлений. 24 сентября 1920 года решение об упразднении прежних местных органов власти было оформлено на пленарном собрании облнарревкома, где также было предписано, что прежний Нерчинский районный нарревком приступает к работе в качестве городского.
На своём третьем заседании 28 сентября 1920 года облнарревком принял решение о создании реквизиционной комиссии, которая предоставляла материалы по необходимым конфискациям имущества контрреволюционеров. 8 октября по материалам комиссии было принято постановление о конфискации завода Мордоховича. Также народно-революционным комитетом для отдела народного-образования был конфискован Бутинский дворец и переименован в Рабоче-крестьянский дворец. На пятом заседании облнарревком рассматривал вопрос о заготовке дров и материалов для нужд населения. Помимо этого областным народно-революционным комитетом была создана биржа труда, осуществляющая контроль за трудоустройством населения и правильностью заключения трудовых договоров. Согласно принятому к руководству «Временному положению о труде в Амурской области», было введено социальное страхование за счёт работодателя без вычета из зарплаты.
15 октября 1920 года комитет принял положение об обязательной ликвидации неграмотности среди взрослого населения и издал постановление «О мобилизации лиц для учительской деятельности и работы в отделе народного образования в порядке трудовой повинности». В соответствии с постановлением из народно-революционной армии Дальневосточной республики (НРА ДВР) были демобилизованы все учителя, а также лица, имеющие образование не ниже 6 классов средних учебных заведений.
Восточно-Забайкальский областной народно-революционный комитет, претендующий на высшую власть в регионе, противопоставлял себя Временному Восточно-Забайкальскому Народному собранию — органу государственной власти Забайкальской белой государственности, избранному по инициативе атамана Семёнова, представителями которого, однако, являлись кадеты, народные социалисты, меньшевики и эсеры, оппозиционные режиму атамана. 15 сентября 1920 года состоялся разговор по прямому проводу между членом правительства Дальневосточной республики Фёдором Николаевичем Петровым и председателем народного собрания Константином Симоновичем Шрейбером, в котором первый заявил, что «ни в коем случае не может рассматривать народное собрание Читы как демократическую власть; призванное к жизни врагом народа Семёновым, народное собрание является только ширмой для атамановщины и стоящих за ней интервентов, а вооружённая сила вся по-прежнему остаётся исключительно в руках Семёнова».
11 октября 1920 года Временное Восточно-Забайкальское Народное собрание заявило протест Нерчинским, Амурским и Верхнеудинским властям, а также избрало делегацию в составе Александра Александровича Виноградова, Иннокентия Николаевича Воронцова и Г. И. Перфильева для переговоров с Восточно-Забайкальским облнарревкомом с намерением признать их демократическим органом власти Восточного Забайкалья. 12 октября 1920 года главнокомандующий Народно-революционной армии Дальневосточной республики (НРА ДВР) Генрих Христофорович Эйхе приказал партизанам в случае желания Временного Восточно-Забайкальского Народного собрания вступить с ними в переговоры, но только после эвакуации белогвардейцев из Читы. 13 октября делегация народного собрания в сопровождении главы японской миссии майора Югами Дзисабуро выехала в Нерчинск, но по пути была задержана в Урульге командиром второй Амурской дивизии Владимиром Анатольевичем Поповым, который предложил связаться с облнарревкомом по телефону. Представители Восточно-Забайкальского народно-революционного комитета отказались вести переговоры без ведома Верхнеудинского правительства. В итоге делегаты народного собрания вернулись в Читу и обратились напрямую к председателю правительства Дальневосточной республики Александу Михайловичу Краснощёкову с просьбой оказать давление на облнарревком, но получили отказ, так как Восточно-Забайкальский народно-революционный комитет «якобы не входил в сферу действий Верхнеудинского правительства».
16 октября народное собрание предложило военному командованию ликвидировать власть атамана Семёнова. 17 октября, после эвакуации японских вооружённых сил из Читы, были проведены новые выборы во Временное Восточно-Забайкальское Народное собрание, на которых перевес получили сторонники советской власти, а уже на следующий день собрание постановило «настаивать на полной и безусловной ликвидации власти атамана Семёнова, зафиксировав это соответствующим юридическим актом». В результате Восточно-Забайкальский народно-революционный комитет признал недоразумением свой отказ в принятии первой делегации, а народное собрание сформировало новую делегацию для переговоров в составе Л. Кибалина, С. Дидриха, Т. Баранова и А. Геймбуха. 21 октября на заседании Временного Восточно-Забайкальского Народного собрания было принято решение о переходе к нему всей полноты военной и гражданской власти, а также о готовности объединения с Нерчинским нарревкомом. В тот же день начался захват Читы боевыми дружинами, созданными большевистским подпольем. 22 октября 2-й Амурский кавалерийский полк (отряд «Старика») и Ульдургийский партизанский отряд, одержав победу над белогвардейцами у посёлка Верхнечитинского, взяли Читу и передали власть Народному собранию.

## Упразднение
26 октября 1920 года состоялось совместное заседание президиума Временного Восточно-Забайкальского Народного собрания, Совета управляющих ведомствами и правительственными делегациями Верхнеудинска, Нерчинска, Амурской и Сахалинской областей. От лица Нерчинского нарревкома выступала делегация в составе Евгения Михайловича Матвеева, Андрея Иннокентьевича Блинникова и Аршинского. На заседании председатель правительства Дальневосточной республики Краснощёков выразил желание о слиянии народного собрания и Нерчинского нарревкома, а председатель народного собрания Шрейбер заявил о вхождении пяти членов революционного комитета Центрального Забайкалья в их состав. 28 октября перед открытием Читинской объединительной конференции состоялось новое заседание президиума Временного Восточно-Забайкальского Народного собрания, Совета управляющих ведомствами и Нерчинского нарревкома, на котором было достигнуто соглашение о слиянии «Читинского и Нерчинского правительств на основе пропорционального представительства» по схеме: от облнарревкома — 15 человек, от Народного собрания — 10 человек, от бурятского населения — 2 человека, что стало основой для Восточно-Забайкальского органа власти, который принял участие в объединительной конференции и прекратил своё существование 3 ноября 1920 года по решению правительства Дальневосточной республики.